# Airapus pygidialis
Airapus pygidialis är en skalbaggsart som beskrevs av Lea 1923. Airapus pygidialis ingår i släktet Airapus och familjen Aphodiidae. Inga underarter finns listade i Catalogue of Life.